# Nombre de Stoneham
Pour les articles homonymes, voir Stoneham (homonymie).
En mathématiques, les nombres de Stoneham sont une certaine classe de nombres réels, nommés en l'honneur du mathématicien R. Stoneham. Pour des nombres b, c > 1 premiers entre eux, le nombre de Stoneham {\displaystyle \alpha _{b,c}\,} est défini par
{\displaystyle \alpha _{b,c}=\sum _{n=c^{k}>1}{\frac {1}{b^{n}n}}=\sum _{k=1}^{\infty }{\frac {1}{b^{c^{k}}c^{k}}}}
Il a été montré par Stoneham en 1973 que {\displaystyle \alpha _{b,c}\,} est b-normal lorsque c est un nombre premier impair et b une racine primitive de {\displaystyle c^{2}\,}.